# Privatbibliothek

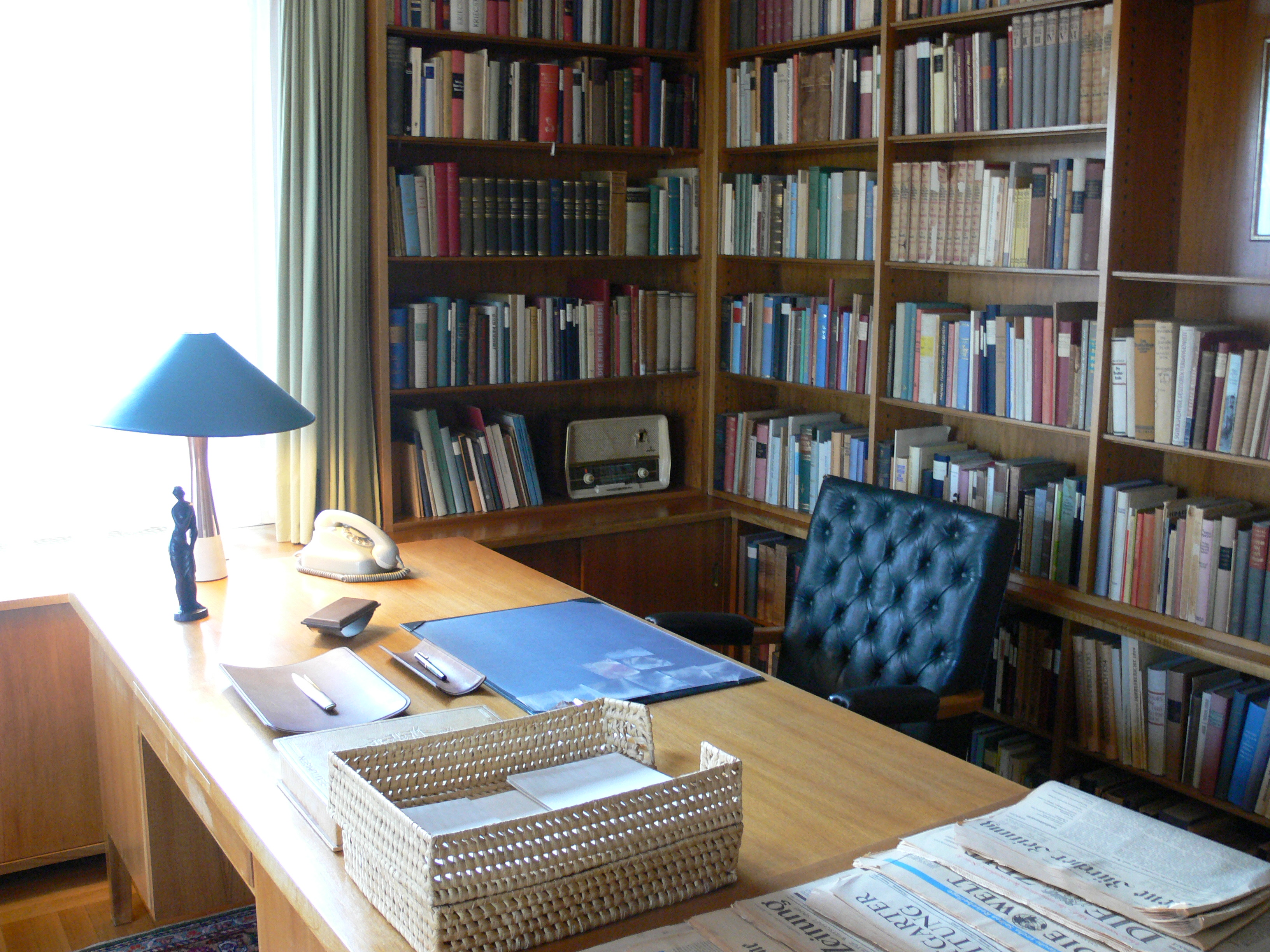
Teil der Privatbibliothek von Theodor Heuss im Arbeitszimmer seines Wohnhauses in Stuttgart

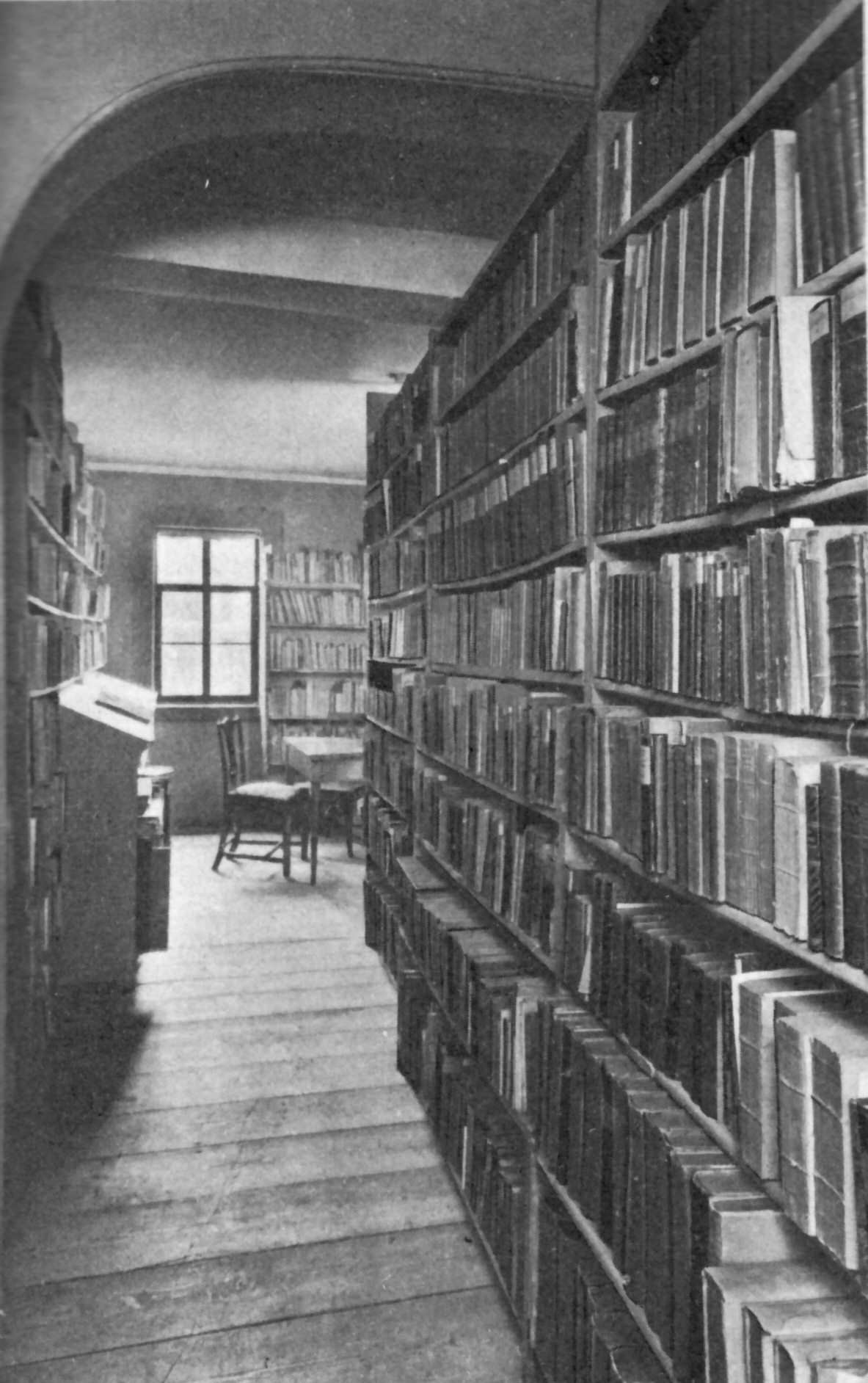
Goethes Bibliothek in seinem Wohnhaus am Frauenplan in Weimar

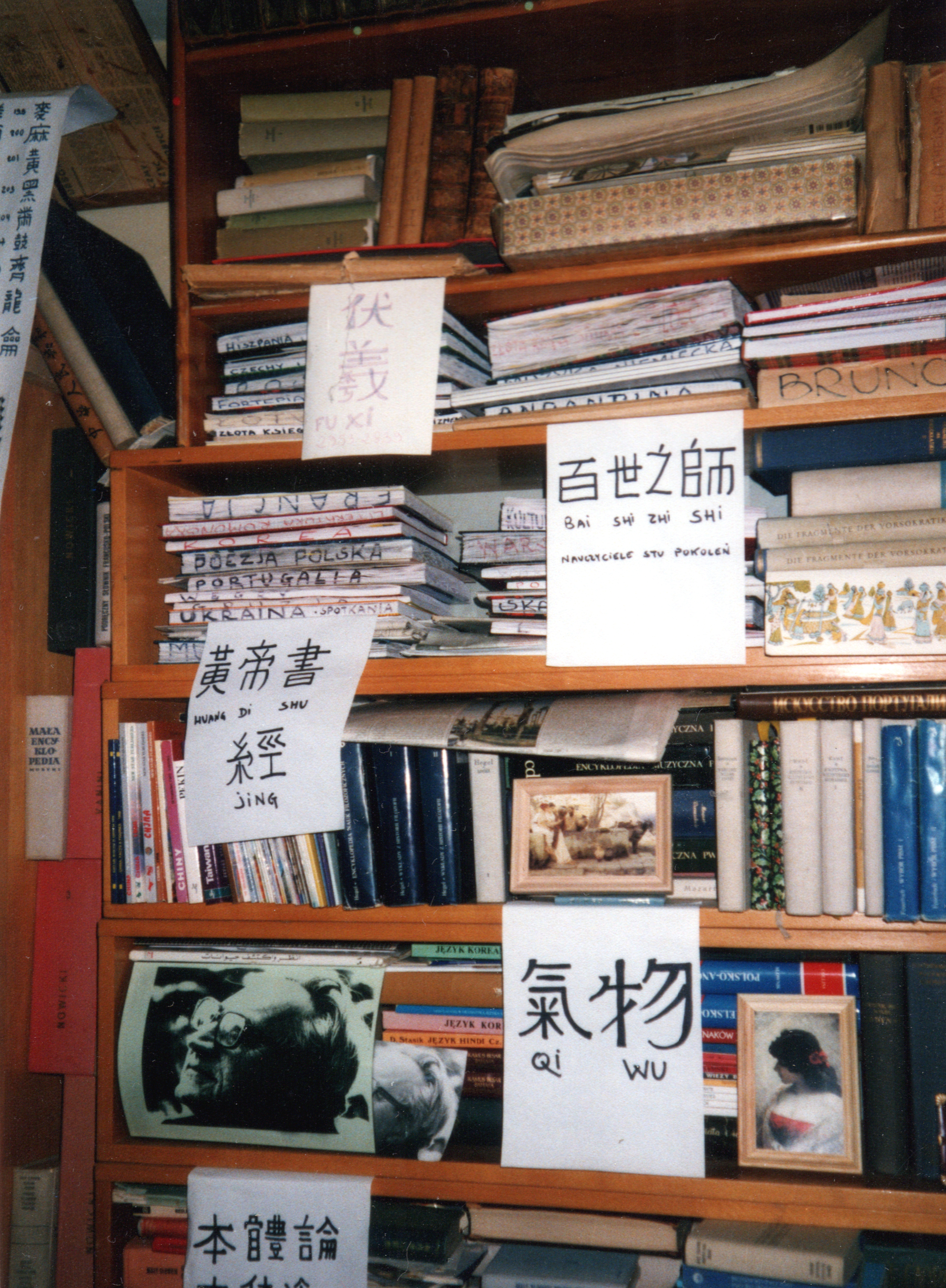
Teil der Privatbibliothek vom Philosoph Andrzej Nowicki in Warschau mit Themennamen auf Chinesisch – fot. Ivonna Nowicka

Als Privatbibliothek bezeichnet man eine in Privateigentum befindliche Sammlung von Büchern, die von einer Privatperson zusammengetragen wurde. Private Unternehmensbibliotheken oder die Bibliotheken privater Schulen bezeichnet man üblicherweise nicht als Privatbibliotheken.

## Merkmale, Sonderfälle und Beispiele
Unter Umständen können Privatbibliotheken mit Erlaubnis des Besitzers auch öffentlich zugänglich sein. Ein Sonderfall sind die Adelsbibliotheken im Privateigentum von Adelsfamilien. Mitunter bestehen Rechtsansprüche für die Öffentlichkeit, diese benutzen zu dürfen (fast ausschließlich nach dem Fideikommissrecht).
Die bekanntesten Privatbibliotheken sind die Bibliotheken namhafter Gelehrter und Bibliophiler (Büchersammler). Wenn sie nicht verkauft werden oder im Besitz der Erben bleiben, gehen Privatbibliotheken oft als Schenkung oder nach dem Tod des Inhabers als Bibliotheksnachlass in den Bibliotheksbestand von Bibliotheken der öffentlichen Hand über. Dort werden sie teilweise als Sonderbestand zusammen gehalten.
Beispiele für bekannte Privatbibliotheken sind die Bibliotheca Bodmeriana des Schweizer Bibliophilen Martin Bodmer, die Bibliothek Otto Schäfer des deutschen Industriellen Otto Schäfer in Schweinfurt, die Bibliothek Adolf Brehm in Bad Arolsen sowie die Bibliothek des Schweizer Architekturhistorikers Werner Oechslin in Einsiedeln, alle vier als Stiftungen eingerichtet. Ein hervorragendes Beispiel für eine Privatbibliothek eines Herrschers ist jene Kaiser Franz I. von Österreich (1768–1835), die nach seinem Tod zu einem Fideikommiss erklärt wurde und 1878 mit den Privatbibliotheken seiner Nachfolger Kaiser  Ferdinand I. (1793–1875) und Kaiser  Franz Joseph I. (1830–1916) zur Familien-Fideikommissbibliothek des Hauses Habsburg-Lothringen zusammengeführt wurde. Sie ist heute Teil der  Österreichischen Nationalbibliothek (Abteilung Bildarchiv und Grafiksammlung). Für Privatbibliotheken dieses Umfangs wurden oftmals eigene Gebäude errichtet und entsprechendes Fachpersonal für ihre Betreuung angestellt. Die 2003 versteigerte und verkaufte Bibliotheca Tiliana des Unternehmers und Jagdwissenschaftlers Kurt Lindner wurde dagegen nach Lindners Tod in alle Winde zerstreut. Lindners Bibliothek enthielt rund 12.000 Bücher und Handschriften aus mehreren Jahrhunderten, die alle mit der Jagd in Verbindung standen, und war damit eine der weltweit umfangreichsten Bibliotheken zu diesem Themenkomplex.
Ein weiteres Beispiel ist die Privatbibliothek des herausragenden deutschen Dichters und Staatsmannes Johann Wolfgang von Goethe (1749–1832), die sich mit 5.424 Titeln in ca. 7.000 Bänden immer noch in seinem Wohnhaus am Frauenplan in Weimar befindet. Als zeitgenössische Privatbibliothek zählen die rund 50.000 Bücher des italienischen Schriftstellers und Semiotikers Umberto Eco (1932–2016), die sich an seinem Hauptwohnsitz und verschiedenen Nebenwohnsitzen befinden. Rund 300.000 Bücher besaß der deutsche Modeschöpfer Karl Lagerfeld.
Zur Katalogisierung von Privatbibliotheken können Literaturverwaltungsprogramme eingesetzt werden. Im internetbasierten Bibliotheksverwaltungsprogramm LibraryThing können neben den Privatbibliotheken der dort angemeldeten Benutzer auch Bibliotheken aus dem Nachlass zahlreicher historischer Personen öffentlich betrachtet werden. Die Herkunft eines Buches aus einer bekannten Privatbibliothek wird von Sammlern als wertsteigernd angesehen und daher in Auktions- oder Antiquariatskatalogen meist ausdrücklich erwähnt.